# ماريان نغوابي

علم الجيش الكونغولي في عهد نغوابي

مارين نجوابي (أو نغوابي) (31 ديسمبر 1938 - 18 مارس 1977) كان الرئيس الرابع لجمهورية الكونغو من عام 1969 حتى اغتياله في عام 1977.

## روابط خارجية
- ماريان نغوابي على موقع الموسوعة البريطانية (الإنجليزية)
- ماريان نغوابي على موقع مونزينجر (الألمانية)